# Blepharita ducta
Blepharita ducta är en fjärilsart som beskrevs av Augustus Radcliffe Grote 1878. Blepharita ducta ingår i släktet Blepharita och familjen nattflyn. Inga underarter finns listade i Catalogue of Life.